# Zajezierze (Dzierkowszczyzna)
Zajezierze – obecnie część wsi Dzierkowszczyzna na Białorusi, w obwodzie witebskim, w rejonie głębockim, w sielsowiecie Koroby.
Dawniej samodzielna miejscowość.

## Historia
W czasach zaborów ówczesny zaścianek leżał w gminie Norzyca, w powiecie wilejskim w guberni wileńskiej Imperium Rosyjskiego.
W dwudziestoleciu międzywojennym wieś a następnie kolonia leżała w Polsce, w województwie wileńskim, w powiecie duniłowickim (od 1926 postawskim), w gminie Norzyca, a następnie w gminie Głębokie.
Według Powszechnego Spisu Ludności z 1921 roku zamieszkiwało tu 245 osób, wszystkie były wyznania rzymskokatolickiego. Jednocześnie 243 mieszkańców zadeklarowało polską a 2 białoruską przynależność narodową. Było tu 59 budynków mieszkalnych. W 1931 w 69 domach zamieszkiwało 266 osób.
Wierni należeli do parafii rzymskokatolickiej w Dzierkowszczyźnie. Miejscowość podlegała pod Sąd Grodzki w Głębokiem i Okręgowy w Wilnie; właściwy urząd pocztowy mieścił się w Głębokiem.